# ریانگ یونگ-گی
ریانگ یونگ-گی (انگلیسی: Ryang Yong-gi؛ زادهٔ ۷ ژانویهٔ ۱۹۸۲) یک بازیکن فوتبال اهل کره شمالی است.
وی همچنین در تیم‌های ملی فوتبال کره شمالی بازی کرده‌است.